# Blazing Angels 2: Secret Missions of WWII
Blazing Angels 2:Secret Missions of WWII es un videojuego del combate de vuelo del 2007 para las consolas Xbox 360, PlayStation 3 y el operador Microsoft Windows; desarrollado por Ubisoft Romania y publicado por Ubisoft. El juego fue anunciado el 7 de septiembre en Europa, el 18 de septiembre en Norteamérica y el 4 de octubre en Australasia. Es la secuela del videojuego Blazing Angels:Squadrons of WWII. El juego pone al jugador en un escuadrón de elite Aliado tratando de impedir que la Alemania nazi fabrique un arma de destrucción masiva. A medida que avanza el jugador, viajará alrededor del mundo y luchará contra el enemigo con una lista de prototipos de avión de caza y actualizaciones. El modo multijugador incluye deathmatch, cooperativo, capturar la bandera y batalla épica. La demo del juego fue lanzada en Xbox Live y PlayStation Network el 23 de agosto de 2007.

## Aeroplanos
Ciertas misiones requieren de naves específicas, el jugador puede escoger cual nave volar. Aquí la lista de los aeroplanos presentes en el juego (muchos son disponibles en las múltiples variantes).

### Reino Unido
- Avro Lancaster *
- Boulton Paul Defiant
- Bristol Beaufighter
- Fairey Barracuda
- Fairey Swordfish
- Gloster Gladiator
- Gloster Meteor
- De Havilland Mosquito
- De Havilland Vampire
- Hawker Hurricane
- Hawker Tempest
- Hawker Typhoon
- Supermarine Seafire
- Supermarine Spitfire

### Estados Unidos
- Brewster F2A Buffalo
- SB2A Buccaneer

### Unión Soviética
- Ilyushin Il-2
- Lavochkin La-7
- Petlyakov Pe-2
- Yakovlev Yak-15

### Alemania
- Daimler-Benz Project C *
- Daimler-Benz Project E *
- Dornier Do 214 *
- Dornier Do 335
- Focke-Wulf Fw 190
- Heinkel He 111 *
- Heinkel He 162
- Heinkel He 219
- Henschel Hs 129
- Horten Ho 229
- Junkers Ju 87 Stuka
- Junkers Ju 88
- Messerschmitt Bf 109
- Messerschmitt Bf 110
- Messerschmitt Me 163
- Messerschmitt Me 262
- Messerschmitt Me 321 *

### Japón
- A6M Zero
- Aichi B7A
- Aichi D3A
- Aichi M6A
- Kawanishi H6K
- Kawanishi N1K
- Kyūshū J7W
- Mitsubishi J2M
- Nakajima B5N
- Nakajima J9Y
- Nakajima Ki-43
- Ohka **

* Naves que aparecen en el juego pero que no pueden ser pilotadas.

** Naves que sólo pueden ser pilotadas en el modo multijugador "Kamikaze".

## Diferencias de la versión de PlayStation 3
La edición de PlayStation 3, que se transportó siete semanas después de los otros dos estrenos, tiene un exclusivo modo de carrera multijugador que sólo puede ser jugado en línea.
Siguiendo la reacción negativa de la crítica hacia el seleccionar objetivos de la versión de la Xbox 360/PC, la campaña principal también sufrió algunas modificaciones menores. Por ejemplo, la primera parte de la misión del Cairo ahora incluye un punto de control a medio camino. El primer objetivo de la misión de París fue ligeramente acortado, mientras que un objetivo por tiempo en la misión de Roma fue prolongado un minuto para aliviar la frustración de algunos jugadores.
El manual, como algunos menús de la versión del PS3, falló en mencionar la habilidad para centrarse automáticamente en el más enemigo cercano de todos (sin distinción entre los varios tipos de enemigos o su prioridad) manteniendo presionado el botón X.
Esto es diferente que mantener el botón del Círculo, que automáticamente se centra en la amenaza más cercana(enemigos con alcance adecuado y armamento para dañar al jugador).
A pesar de la omisión, esta característica está disponible en la PS3. También fue mencionada más explícitamente en la documentación y menús de la versión de Xbox 360.
- Datos: Q774920